# Duguetia schulzii
Duguetia schulzii är en kirimojaväxtart som beskrevs av Jans.-jac. Duguetia schulzii ingår i släktet Duguetia och familjen kirimojaväxter. IUCN kategoriserar arten globalt som sårbar. Inga underarter finns listade i Catalogue of Life.